# Coleophora serratulella
Coleophora serratulella é uma espécie de mariposa do gênero Coleophora pertencente à família Coleophoridae.